# Oxalis tortuosa
Oxalis tortuosa är en harsyreväxtart som beskrevs av John Lindley. Oxalis tortuosa ingår i släktet oxalisar, och familjen harsyreväxter. Inga underarter finns listade i Catalogue of Life.